# Rufoclanis maccleeryi
Rufoclanis maccleeryi là một loài bướm đêm thuộc họ Sphingidae. Loài này có ở Tanzania và Kenya.
Chiều dài cánh trước là 32 mm. Màu nền của phía trên cánh truwosc là nâu vàng hơi hồng sáng.